# Changmin
Dans ce nom coréen, le nom de famille, Shim, précède le nom personnel.
Changmin, de son vrai nom Shim Chang-min (coréen : 심창민) né le 18 février 1988 à Séoul, est un chanteur et danseur sud-coréen, occasionnellement acteur, et membre du duo TVXQ. Il est le premier coréen à avoir été nommé aux Hōchi Film Awards au Japon. Changmin est un ancien élève de l'Université Kyung Hee.

## Biographie
Changmin est né de deux parents professeurs en 1988 à Séoul. Il a deux sœurs cadettes, Shim Soo-yeon et Shim Ji-yeon. Sa famille est bouddhiste. Quand il était au collège, Changmin a été repéré par un agent de la SM, pendant qu'il jouait au badminton en cours de sport. L'agent l’incita à passer une audition chez la SM Entertainment, mais Changmin n'avait, à ce moment-là, aucune envie de devenir chanteur. Sa mère, pour avoir une chance de rencontrer la chanteuse BoA, a forcé Changmin à participer à l'audition. Trois jours après avoir auditionné, la SM appela Changmin pour participer à une deuxième audition, qu'il passa avec succès. À l'époque, Shim Chang-min avait auditionné à l'insu de son père. Après avoir remporté le prix suivant ; « Best Singer and Best Artist award at the S.M.-sponsored contest 6th Annual Youth Competition », il signe un contrat avec le label. 
Il rejoint le groupe TVXQ en 2003 à l'âge de 15 ans, qui est à ce moment-là composé de quatre autres chanteurs : Yunho, Xiah Junsu, Micky Yoochun et Kim Jaejoong. Le boys band obtient un grand succès à l’échelle mondiale. Mais à la suite d'un malentendu, les trois membres, Junsu, Yoochun et Jaejoong quittent le groupe en avril 2010, rejoignent la C-JeS Entertainment et forment le boys band JYJ. Malgré cela, le duo TVXQ détient tout de même le titre Les Rois de la K-pop et reste connu mondialement.
Shim Chang-min est occasionnellement acteur. Il a fait des apparitions dans quelques dramas, notamment dans Athena : Goddess of War en 2010. Il a obtenu cependant le rôle principal de la série Paradise Ranch en 2011.

## Discographie
| Titre        | Détails de l’album                                                                                      | Liste des pistes |
| ------------ | --- | --- |
| Close To You | - Date de sortie : 18 novembre 2015 (limité) - Langue : Japonais - Label : Avex Trax - Formats : CD+DVD | Liste des pistes CD 1. "Into The Water" 2. "Michinori" (道程) (The Journey) 3. "Oh No!" 4. "Rock with U" 5. "Gold Dust" 6. "Admit it, You love it" 7. "Kogarashi ga Todoku Koro ni" (木枯らしが届く頃に) (When the Cold Winter Wind Comes) DVD 1. "Into The Water" (Clip vidéo) 2. Jacket Making Movie 3. Off Shot Movie |

### Singles
| Année | Chanson                                                                   | Album                                            | Notes                                          |
| ----- | ------------------------------------------------------------------------- | ------------------------------------------------ | ---------------------------------------------- |
| 2008  | "Wild Soul"                                                               | Two Hearts/Wild Soul                             |                                                |
| 2010  | "Big Time"                                                                | NC                                               | Interprété lors du SM Town Live '10 World Tour |
| 2011  | "고백 (Confession)"                                                       | Keep Your Head Down                              |                                                |
| 2012  | "눈물 같은 사람 (A Person Like Tears)"                                    | Jeon Woo-chi Original Soundtrack                 |                                                |
| 2013  | "Rock With U"                                                             | Close To You                                     | Interprété lors du Time: Live Tour 2013        |
| 2013  | "Gold Dust"                                                               | Close To You                                     | Interprété lors du The Mission II tour         |
| 2014  | "Breath" (Version japonaise)                                              | SM the Ballad Vol. 2 – Breath                    | Duo avec Krystal de f(x)                       |
| 2014  | "Heaven's Day"                                                            | Spellbound                                       |                                                |
| 2014  | "슬픔 속에 그댈 지워야만 해 (Because I Love You) – Acoustic version"      | Mimi Original Soundtrack                         |                                                |
| 2014  | "Over"                                                                    | NC                                               | Interprété lors du Tree: Live Tour 2014        |
| 2014  | "사랑한다 그 말을 못해서 (Because I couldn't say the words "I Love You")" | The Night Watchman's Journal Original Soundtrack |                                                |
| 2015  | "Rise as One"                                                             | Rise as God                                      |                                                |
| 2015  | "Apology"                                                                 | Rise as God                                      |                                                |
| 2017  | "In a Different Life"                                                     | TVXQ! WEEK - STATION SPECIAL PACKAGE             |                                                |
| 2018  | "Closer"                                                                  | New Chapter #1: The Chance of Love               |                                                |

### Crédits d’écriture
| Année | Chanson                                              | Artiste(s)   | Album                                      | Notes                                                |
| ----- | ---------------------------------------------------- | ------------ | ------------------------------------------ | ---------------------------------------------------- |
| 2007  | "Evergreen"                                          | TVXQ         | 2007 Winter SMTown – Only Love             |                                                      |
| 2008  | "Love In the Ice"                                    | TVXQ         | Mirotic                                    | Version coréenne de "Love In the Ice"                |
| 2009  | "12시 34분 (Nothing Better)"                         | TVXQ         | 2009 Summer SMTown – We are Shining        |                                                      |
| 2011  | "고백 (Confession)"                                  | Max Changmin | Keep Your Head Down                        | Aussi enregistré pour la bande-son de Paradise Ranch |
| 2012  | "I Swear"                                            | TVXQ         | Catch Me                                   |                                                      |
| 2012  | "기억을 따라서 (Everlasting)"                        | TVXQ         | Live World Tour: Catch Me in Seoul         | Version coréenne de "Toki o Tomete"                  |
| 2013  | "Can't Leave\|떠나지 못해 (Sleepless Night)"         | Shinee       | Why So Serious? – The Misconceptions of Me |                                                      |
| 2014  | "Rise..."                                            | TVXQ         | Tense                                      |                                                      |
| 2014  | "Heaven's Day"                                       | Max Changmin | Spellbound                                 |                                                      |
| 2014  | "Ace"                                                | Taemin       | Ace                                        |                                                      |
| 2014  | " 나의 생각, 너의 기억 (My Thoughts, Your Memories)" | Kyuhyun      | At Gwanghwamun                             |                                                      |
| 2017  | "In a Different Life"                                | Max Changmin |                                            |                                                      |
| 2018  | "Sun & Rain"                                         | TVXQ         | New Chapter No. 1: The Chance of Love      |                                                      |

## Filmographie

### Films
| Titre             | Année | Rôle     | Notes             |
| ----------------- | ----- | -------- | ----------------- |
| Dating on Earth   | 2009  | Changmin | direct-to-video   |
| I AM.             | 2012  | lui-même | film documentaire |
| Fly with the Gold | 2012  | Momo     | film japonais     |
| SMTOWN The Stage  | 2015  | lui-même | film documentaire |

### Séries télévisées
| Titre                           | Année | Rôle            | Notes                     |
| ------------------------------- | ----- | --------------- | ------------------------- |
| Banjun Theater                  | 2005  | Max Changmin    |                           |
| Vacation                        | 2006  | Max Changmin    | épisode: "Beautiful Life" |
| Athena: Goddess of War          | 2010  | Choi Tae-hyun   |                           |
| Paradise Ranch                  | 2011  | Han Dong-joo    |                           |
| Welcome to the Show             | 2011  | lui-même        | caméo (épisode 1)         |
| Saki                            | 2013  | client du café  | caméo (épisode 11)        |
| Mimi                            | 2014  | Han Min-woo     |                           |
| The Scholar Who Walks the Night | 2015  | prince Lee Yoon |                           |
| Tensai Bakabon 3                | 2018  | Changmin        | caméo                     |

### Comédies musicales
| Titre                       | Année | Rôle  | Notes          |
| --------------------------- | ----- | ----- | -------------- |
| Hologram Musical: School Oz | 2015  | Oscar | rôle principal |

## Récompenses et nominations
| Année | Cérémonie                 | Catégorie                  | Travail nommé         | Résultat   |
| ----- | ------------------------- | -------------------------- | --------------------- | ---------- |
| 2012  | Hochi Film Awards         | Best New Artist            | Fly with the Gold     | Nomination |
| 2013  | Japan Academy Awards      | Newcomer of the Year       | Fly with the Gold     | Lauréat    |
| 2013  | Japan Film Critics Awards | Best New Artist            | Fly with the Gold     | Lauréat    |
| 2013  | KBS Entertainment Awards  | Best Entertainer (Variety) | Cool Kiz On The Block | Lauréat    |
| 2013  | KBS Entertainment Awards  | Best Newcomer              | Moonlight Prince      | Nomination |